# Robert Owen
Robert Owen (Newtown, 14 maggio 1771 – Newtown, 17 novembre 1858) è stato un inventore, imprenditore e sindacalista britannico.
Owen è considerato uno dei primi socialisti, facendo parte della corrente nata nella prima metà dell'Ottocento che ha avuto il nome di socialismo utopico. Anche se i suoi esperimenti utopici sono falliti, la sua attività nel campo dell'associazionismo e del sindacalismo rende Owen molto importante nella storia del movimento operaio della Gran Bretagna.

## Biografia
Owen nacque a Newtown, cittadina nel Montgomeryshire (Galles), dove ricevette la sua istruzione scolastica, che terminò all'età di dieci anni. Durante una visita a Glasgow, in Scozia, Owen si innamorò di Caroline Dale, figlia di David Dale, proprietario di uno stabilimento a New Lanark, sempre in Scozia.
L'impianto di New Lanark era stato avviato nel 1785 da David Dale e Richard Arkwright, sfruttando l'energia idrica generata dalle cascate del Clyde. La vita di circa 2000 persone dipendeva dall'impianto, tra cui 500 bambini condotti lì a 5-6 anni di età da workhouses e orfanotrofi di Edimburgo e Glasgow. La gente di campagna del circostante Lanarkshire non si sottoponeva ai lunghi orari e alla routine demoralizzante delle fabbriche, per cui gli operai provenivano dai livelli più bassi della società: furto, ubriachezza e altri vizi erano comuni, igiene e istruzione trascurate, e le famiglie vivevano in una sola stanza.

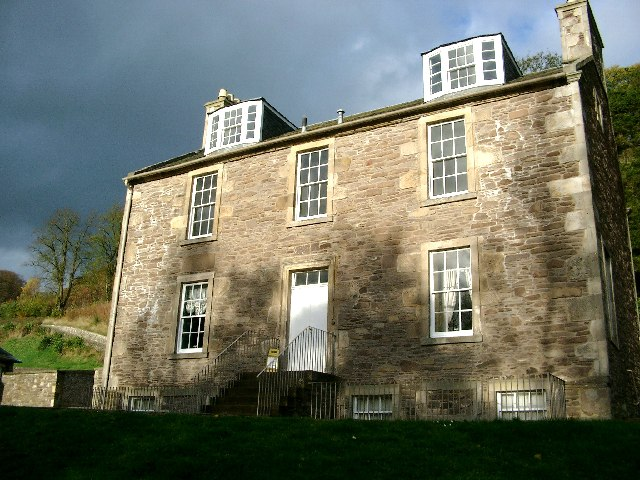
La casa di Robert Owen a New Lanark.

Owen indusse i suoi soci a comprare New Lanark e dopo il suo matrimonio con Caroline nel mese di settembre del 1799, si trasferì lì. Fu responsabile e proprietario in parte dello stabilimento (gennaio 1810). Incoraggiato dal suo grande successo nell'amministrazione dei cotonifici a Manchester, fra il 1800 e il 1825 tentò di condurre la fabbrica di New Lanark secondo i suoi principii ideali, mettendo in secondo piano i principii commerciali.
Molti imprenditori gestivano il truck system: gli operai erano pagati in tutto o in parte con "buoni" che avevano valore solo nel "truck shop" del proprietario della fabbrica, che lo riforniva di merci scadenti vendute a caro prezzo - più tardi, vari "Truck Acts" (1831-1887) avrebbero vietato la pratica di non pagare i dipendenti in moneta corrente. Owen aprì uno spaccio dove poter comprare merci di buona qualità a poco più del costo (e dove la vendita di alcolici era strettamente controllata): i risparmi dell'acquisto all'ingrosso venivano trasferiti agli operai; questi principi sarebbero divenuti la base dei negozi cooperativi che ancora oggi operano nel Regno Unito. 
Il più grande successo di Owen fu l'istruzione dei giovani, a cui dedicò un'attenzione particolare. Fu il fondatore della scuola materna nel Regno Unito, specie in Scozia. Benché le sue idee riformatrici assomiglino a quelle allora emergenti in Europa, erano di sua concezione e probabilmente per nulla influenzate da altri. 
Guardato al principio con sospetto come forestiero, in breve Owen si guadagnò la fiducia della sua gente. Le fabbriche erano un grande successo commerciale, ma alcuni dei suoi progetti erano molto costosi, cosa sgradita ai suoi soci. Nel 1813, stanco dei vincoli impostigli da gente che voleva condurre l'azienda secondo i principi consueti, Owen organizzò l'acquisto delle loro quote da parte di nuovi investitori, che comprendevano Jeremy Bentham e un noto quacchero, William Allen, disposti ad accettare un rendimento annuo del 5% sul capitale e quindi a lasciare spazio alla filantropia di Owen. New Lanark divenne una specie di industria-modello, con salari molto alti e assistenza per gli operai anche fuori dalla fabbrica.

### Saggi antropologici e pedagogici (1813)
Sempre nel 1813, Owen pubblicò quattro saggi in cui per la prima volta esponeva i principi della sua filosofia.
Owen originariamente fu seguace di Jeremy Bentham, padre dell'utilitarismo, ma mentre Bentham riteneva che il libero mercato (in particolare, il diritto dei lavoratori di scegliersi il datore di retribuzione e di trasferirsi) avrebbe liberato i lavoratori dagli eccessi di potere dei capitalisti, Owen si indirizzò verso il socialismo. 
Fin dall'età giovanile egli aveva perso ogni fede nelle forme prevalenti di religione ed aveva elaborato un proprio credo, che considerava una scoperta nuova ed originale. I punti cardine di questa filosofia erano che il carattere dell'uomo non è fatto da lui ma per lui; in altre parole il carattere viene formato da circostanze su cui egli non ha controllo; egli non può essere né lodato né biasimato per il suo carattere. Questi principi portano alla conclusione pratica che il grande segreto per la giusta formazione del carattere umano è di sottoporlo fin dai primissimi anni alle corrette influenze fisiche, morali e sociali. Questi principi - della irresponsabilità umana e dell'effetto delle influenze precoci - formano la base dell'intero sistema educativo e di miglioramento sociale proposto da Owen. Essi sono contenuti nel suo primo libro A New View of Society, or Essays on the Principle of the Formation of the Human Character, che è il primo di questi quattro saggi. Le nuove vedute di Owen appartengono teoreticamente ad antichi sistemi filosofici e la loro originalità va trovata solo nell'applicazione benevola dei principi. 
Negli anni seguenti l'opera di Owen a New Lanark ebbe rilevanza nazionale e persino europea. I suoi progetti per l'istruzione degli operai si completarono con l'apertura della scuola di New Lanark nel 1816. Owen adottò nuovi metodi per alzare la qualità della produzione. Sopra ogni postazione era installato un cubo con facce colorate, che indicavano la qualità e la quantità della produzione: poiché ogni operaio segnalava agli altri la qualità del suo lavoro, aveva un interesse a fare del suo meglio. D'altra parte, le condizioni per gli operai e le loro famiglie erano idilliache per gli standard dell'epoca.
Owen sostenne i progetti di legislazione sulle fabbriche sfociati nel Factory Act del 1819, che però lo deluse. Comunicò e si incontrò con membri eminenti del governo, incluso il primo ministro, Lord Liverpool, e con molti governanti e statisti d'Europa. New Lanark fu molto frequentato da riformatori sociali, statisti, e membri di dinastie reali, incluso Nicola, più tardi zar della Russia. Tutti concordavano nell'apprezzare New Lanark: il comportamento dei bambini era libero, inventivo e beneducato; salute, abbondanza e soddisfazione prevalevano; l'ubriachezza era sconosciuta e i figli illegittimi rarissimi. Le relazioni tra Owen e gli operai erano eccellenti, la fabbrica funzionava con la massima fluidità e regolarità, l'impresa era un grande successo commerciale.

### Piani per alleviare la povertà per mezzo del Socialismo (1817)

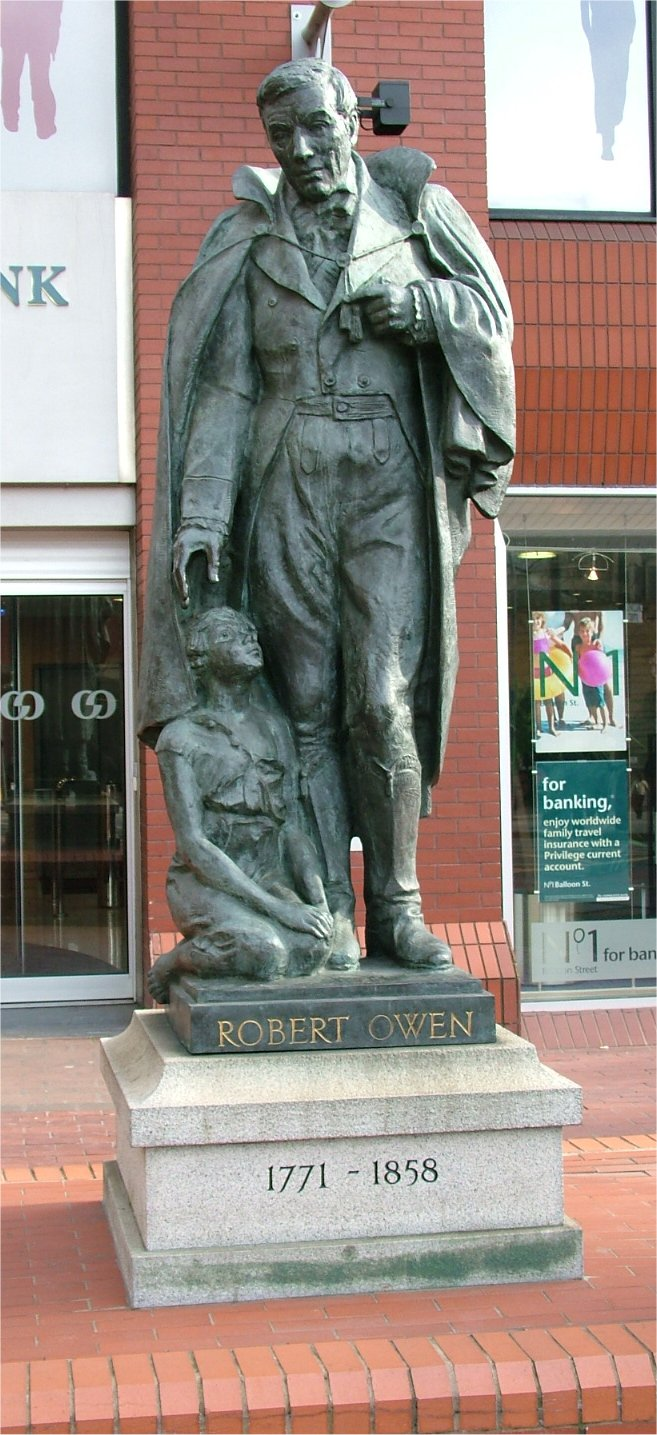
Robert Owen è ricordato con questa statua a Manchester.

Fino a questo momento Owen aveva operato come filantropo. Nel 1817 appare il suo primo orientamento verso il socialismo, in un rapporto trasmesso al comitato della House of Commons sulla Poor Law.
La fine delle guerre napoleoniche aveva generato stagnazione e quest'ultima, a sua volta, un aumento della povertà che attirava l'attenzione del Regno Unito. Owen evidenziò questa connessione ma notò anche una causa permanente: la concorrenza tra il lavoro umano e le macchine, il cui solo rimedio efficace era l'azione comune degli uomini e la subordinazione ad essi delle macchine. Seguivano proposte operative coerenti con questi principi.
Comunità di 1200 persone dovevano essere insediate su tenute di 1000-1500 acri (4–6 km²), dimensioni affini a quelle di New Lanark. Tutti avrebbero risieduto in un grande edificio quadrato con cucine e refettori pubblici ma appartamenti familiari privati. I bambini sarebbero stati affidati alla famiglia fino ai tre anni e successivamente alla comunità, con libero accesso a loro da parte dei genitori. Il lavoro e il godimento dei suoi frutti sarebbero stati comuni. Le comunità potevano essere istituite da individui, parrocchie, contee, Stato; comunque con efficace supervisione di personale qualificato.
Owen sostenne poi che questa era la miglior forma di riorganizzazione della società in generale, secondo idee che non mutò per il resto della vita. Il numero adatto per una buona comunità di lavoro era un'associazione di 500 - 3000 persone. Benché primariamente agricola, avrebbe posseduto i migliori macchinari, avrebbe offerto ogni varietà di occupazione e, nei limiti del possibile, sarebbe stata autosufficiente. "As these townships should increase in number, unions of them federatively united shall be formed in circles of tens, hundreds and thousands", fino ad abbracciare il mondo intero. La visione utopistica di Owen si rivelò piena di successo, incrementando incredibilmente il livello di vita dei suoi cittadini circondandoli di strutture pulite e sane, di attività ricreative per i lavoratori, con salari sopra la media e con l'aggiunta di un sistema previdenziale unico al mondo nel periodo e anticipatore di quasi un secolo delle politiche novecentesche di welfare (che in gran parte dell'Europa divennero comuni solo a seguito della prima guerra mondiale). Oltre a ciò ottenne dei risultati economici di indubbio pregio nel settore tessile: in breve New Lamark divenne uno dei centri industriali più importanti nella produzione e filatura del cotone di tutta Europa. Il sistema "socialista" creato da Owen divenne immediatamente un centro di studi per tutta l'emergente borghesia inglese e dimostrò come un lavoratore felice e soddisfatto rendesse meglio di un lavoratore oppresso e sfruttato.

### Esperimento comunitario negli Stati Uniti d'America (1825)

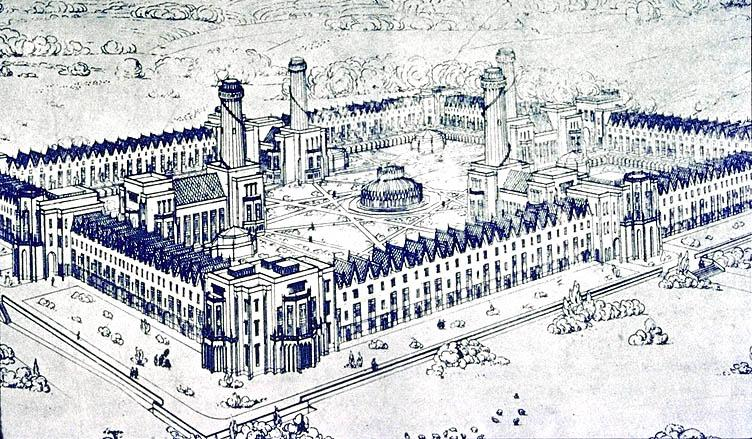
New Moral World, il successore di New Harmony secondo Owen. I suoi seguaci si prepararono a farlo, ma non riuscirono mai a costruirlo.

Nel 1825 questo esperimento comunitario fu tentato dal suo seguace, Abram Combe, a Orbiston presso Glasgow; e un anno dopo, nel 1826, lo stesso Owen fondò un'altra colonia a carattere comunitario a New Harmony, nell'Indiana (U.S.A.): dopo un tentativo durato circa due anni, entrambi fallirono completamente nel 1828. 
Nessuno dei due era un esperimento di pauperismo, ma i partecipanti erano quanto mal assortiti: persone perbene e di nobili ideali con vagabondi, avventurieri, pazzoidi, come più tardi riconobbe un figlio di Owen, divenuto cittadino statunitense. Josiah Warren, uno dei partecipanti alla New Harmony Society, concluse che la comunità era condannata al fallimento per la mancanza di sovranità individuale e di proprietà privata; da ciò la sua fama successiva come primo teorizzatore dell'individualismo statunitense.

### Azione organizzativa a Londra (1828)

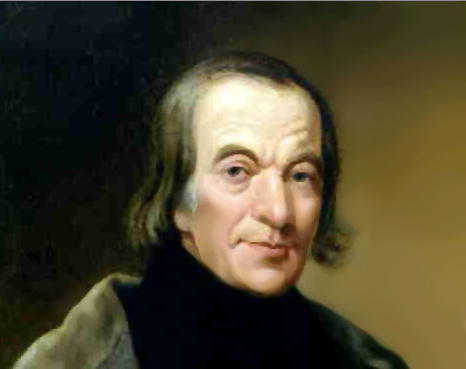
Ritratto di Robert Owen (1771 - 1858) di John Cranch, 1845.

Dopo un lungo periodo di attriti con William Allen e altri suoi soci, Owen rescisse ogni connessione con New Lanark nel 1828. 
Al suo ritorno dagli Stati Uniti d'America fece di Londra il centro della sua attività. Persi gran parte dei suoi mezzi nell'esperimento di New Harmony, non era più un prospero capitalista, ma l'animatore di una vigorosa propaganda, in cui si combinavano socialismo e secolarismo. In particolare l'ex industriale si dedicò all'azione sindacalista e in particolare all'organizzazione delle Trade Unions, cercando di promuoverne l'unificazione a livello nazionale. In seguito fu organizzatore di cooperative di consumo fra i lavoratori e del loro associazionismo. 
Nel 1832 il movimento costituì un sistema di borse-lavoro eque, che per mezzo di buoni-lavoro evitava i soliti meccanismi di scambio e gli intermediari. La "borsa" di Londra durò fino al 1833, e quella di Birmingham funzionò solo per pochi mesi, fino al luglio 1833. 
Il termine "socialismo" cominciò ad essere usato correntemente nelle discussioni della "Association of all Classes of all Nations," che Owen formò nel 1835. Il suo insegnamento secolarista guadagnò tanta influenza fra i lavoratori da occasionare l'affermazione della Westminster Review (1839) che i suoi principi erano la vera fede di una gran parte di loro. Le sue idee sul matrimonio erano certamente abbastanza permissive da causare scandalo. 
Furono tentati altri esperimenti comunitaristi, a Ralahine, in Contea di Clare (Irlanda), e a Tytherly, in Hampshire. Il primo (1831) si dimostrò un grande successo per tre anni e mezzo, dopo di che il proprietario liquidò tutto perché rovinatosi con il gioco d'azzardo; il secondo (1839) fallì completamente. 
Nel 1846 il solo esito permanente dell'attività di Owen, condotta con zelo tramite assemblee, opuscoli, riviste e qualche volume, rimaneva il movimento cooperativo. Nei suoi ultimi anni, Owen divenne un convinto aderente allo Spiritualismo.

### Pensiero politico
La filosofia di Owen, che Karl Marx avrebbe denominato socialismo utopico, deriva da tre fondamenti del suo pensiero:
- nessuno è responsabile dei propri desideri e delle proprie azioni ("responsible for his will and his own actions") perché tutto il suo carattere è formato indipendentemente da sé stesso ("his whole character is formed independently of himself"): Owen era fermamente convinto che le persone fossero il prodotto del loro ambiente. Perciò sostenne le riforme dell'istruzione e del lavoro e fu un pioniere della promozione dell'investimento in capitale umano.
- tutte le religioni sono basate sulla stessa assurda fantasia ("based on the same absurd imagination") che rende l'uomo un animale debole e imbecille, un furioso bigotto e fanatico o un miserabile ipocrita ("a weak, imbecile animal; a furious bigot and fanatic; or a miserable hypocrite"). Nonostante la sua contrarietà alla religione, verso la fine della sua vita abbracciò lo Spiritualismo.
- la fonte delle leggi che regolano gli uomini deve essere la ragione e solo grazie a quest'ultima sarà possibile debellare l'ignoranza e creare una società non basata sull'individualismo ma sulla cooperazione.

Il pensiero riformatore di Robert Owen, imbevuto di ideali illuministici e umanitari, è improntato alla convinzione che l'ambiente eserciti un'influenza decisiva sulla formazione del carattere e che il sistema industriale del suo tempo avesse in sé le risorse per funzionare al meglio senza bisogno di un eccessivo sfruttamento dei lavoratori o dell'esasperazione della concorrenza. Owen parla di “paradiso in terra”, è ottimista sull'effetto che potrebbero avere le sue idee sulla società. 
Nella più tarda Revolution in the Mind and Practice of the Human Race, Owen insiste che il carattere è formato da una combinazione della Natura o Dio e delle circostanze dell'esperienza del singolo individuo; senza approfondire la questione Owen tende a concordare con Socrate.
Le sue idee sono di origine prettamente illuminista; bisogna lasciare alla natura (che è dotata di ragione) di dispiegarsi: l'uomo può modificare l'ambiente in cui vive e può farlo solo attraverso l'istruzione, attraverso di essa l'uomo può ritrovare l'armonia naturale.
Rifondando la società su motivi razionali, eliminando l'egoismo, il profitto e la ricerca del profitto, l'umanità avrà più di quanto necessario. La società si deve basare sulla vita comunitaria, si vive assieme secondo un profilo socialista.
Moneta, commercio e profitto causano l'individualismo; l'equazione fondamentale in economia per Owen è valore = lavoro. L'equazione è rispettata nella società del baratto ma non in quella della moneta che causa egoismo.
Owen pensa di sostituire la moneta con buoni di lavoro che devono rimanere fissi (senza fluttuazioni), pensa a banche di ricchezza reale (prive di inflazione); i buoni di lavoro premiano il merito personale e mirano a tagliare le gambe alla speculazione.
Così viene descritto da Friedrich Engels, in L'evoluzione del socialismo dall'utopia alla scienza (1880):
"Apparve allora come riformatore un industriale ventinovenne, un uomo dal carattere di fanciullo, semplice sino al sublime e ad un tempo dirigente nato come pochi. Robert Owen aveva fatta sua la dottrina dei materialisti dell'illuminismo, secondo la quale il carattere dell'uomo è, da una parte, il prodotto dell'organizzazione in cui nasce e, dall'altra, delle circostanze che lo circondano durante la sua vita e specialmente durante il periodo del suo sviluppo."
Ed aggiunse:
"Ogni movimento sociale ed ogni reale progresso in Inghilterra da parte dei lavoratori è legato al nome di Robert Owen."
Fu di ispirazione per la Banca di scambio di Proudhon.

### Eredità culturale
Si credeva che sulle sue idee fosse stata ideata la progettazione del vecchio borgo di Campomaggiore, piccolo centro lucano, costruito perfettamente a scacchiera, con la chiesa e il palazzo baronale, uno di fronte all'altro ai lati della grande piazza, e con l'idea di programmare e attrezzare il borgo per ospitare un preciso numero di abitanti (circa 1600) in un sistema di convivenza perfetta, il borgo per anni, fino alla sua distruzione a causa di una frana, è stato il paese dell'Utopia. (In realtà il vecchio borgo di Campomaggiore è stato costruito qualche decina di anni prima che Owen potesse esprimere e divulgare le sue idee).